# Révolutionnaires tribaux d'al-Anbar

Drapeau du conseil militaire des Révolutionnaires tribaux d'al-Anbar

Le Conseil militaire des Révolutionnaires tribaux d'al-Anbar est une alliance de tribus sunnites formée en décembre 2013 dans la province d'al-Anbar lors de la guerre d'Irak. 

## Historique

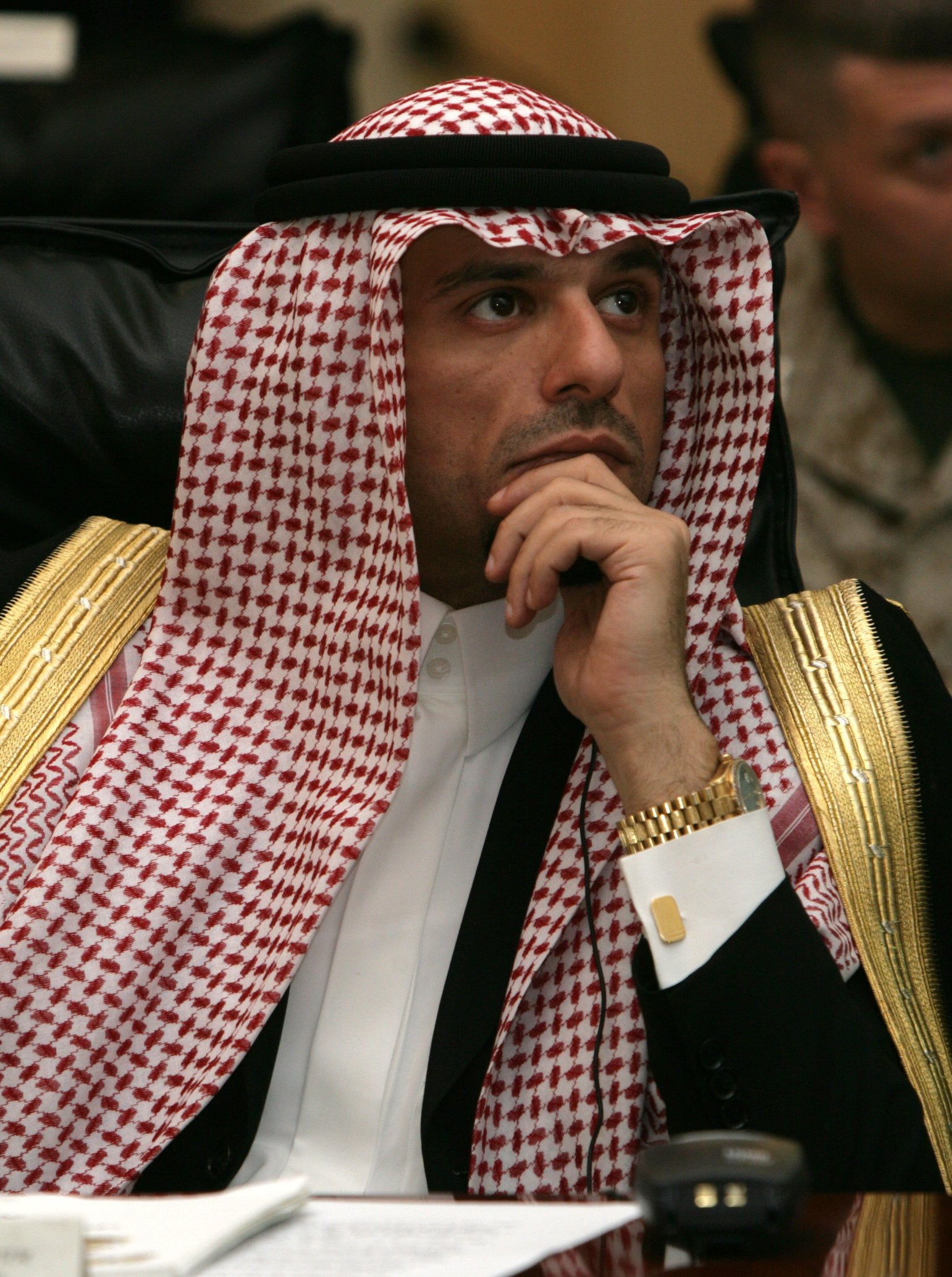
Ali Hatem al-Suleiman, chef du conseil militaire des Révolutionnaires tribaux d'al-Anbar.

Le conseil militaire des Révolutionnaires tribaux d'Anbar est formé en décembre 2013, au début d'une insurrection de tribus sunnites contre le gouvernement irakien dominé par les chiites du Parti islamique Dawa de Nouri al-Maliki. Les insurgés s'opposent à la politique sectaire du Premier ministre irakien vis-à-vis des sunnites. Le 4 janvier, les Révolutionnaires tribaux s'emparent de Falloujah et de plusieurs quartiers de Ramadi,. Mais si à Falloujah, la majorité des tribus prennent part à l'insurrection, à Ramadi la plupart des tribus sunnites restent fidèles au gouvernement irakien et combattent les insurgés. Par la suite, les Révolutionnaires tribaux d'Anbar prennent une large part à la bataille d'Al-Anbar qui les oppose au gouvernement irakien allié aux milices chiites et à des tribus sunnites loyalistes. Cependant leurs forces sont rapidement supplantées par celles de l'État islamique et Ali Hatem al-Suleiman se réfugie à Erbil, dans le Kurdistan irakien.